# Museo casa de la memoria
El Museo casa de la memoria, es un museo con entrada gratuita situado en el centro de Medellín, inaugurado en 2012, cuyo objetivo es exponer y superar las consecuencias del conflicto armado en Colombia, Antioquia y Medellín.
El museo cuenta con más de 300 audios de personas víctimas del conflicto armado, y más de 15 libros que abordan el conflicto armado colombiano.
Entre 2018 y 2023 más de 250,000 personas en su mayoría extranjeras visitaron el museo lo que lo convierte en uno de los más famosos de la ciudad

## Historia
En 2008 se incluye en el plan de desarrollo de la ciudad la construcción de un espacio para la memoria: Sala de la memoria, 3 años después se inicia la construcción del edificio y el Museo de Antioquia entrega la investigación de inventario cultural y el guion museográfico de la futura sala de larga duración.
En 2012 alcalde Alonso Salazar entrega el edificio y las primeras puestas en escena y experiencias para los públicos: Memoria, destierro del olvido, Memoria en reflejo y memoriales de víctimas en el espacio público.
En 2017 Recibe el reconocimiento de la organización Images and Voices of Hope (IVOH) como buena práctica de narrativa restaurativa.

## Misión
El Museo Casa de la Memoria es un proyecto político, pedagógico y social, incluyente y representativo, que contribuye a la transformación de las lógicas de la guerra hacia prácticas más civilizadas, a través de la realización de procesos de construcción y circulación de las memorias del conflicto armado, la construcción de expresiones culturales y la realización de conmemoraciones; el diseño de pedagogías para la transformación cultural y social, la implementación de estrategias de incidencia política y movilización social, frente a los derechos humanos y las garantías de no repetición; y la definición e implementación de procesos de gestión del conocimiento, orientados a la circulación y democratización del mismo
Museo Casa de la memoria